# 加拉尔 (纳瓦拉)
加拉尔（西班牙語：Galar）是西班牙纳瓦拉的一个市镇。总面积41平方公里，总人口1273人（2001年），人口密度31人/平方公里。